# NGC 2337
NGC 2337 este o galaxie situată în constelația Linxul. A fost descoperită în 17 ianuarie 1877 de către Édouard Stephan⁠(d). Se află la o distanță de 11,8 megaparseci de Pământ.